# Torneo Apertura 2025 (El Salvador)
El Torneo Apertura 2025 (conocido como Liga Pepsi-Primera División por motivos de patrocinio), será la 102.a edición de la Primera División de fútbol profesional salvadoreño. La temporada comenzará el 19 de julio y finalizará el 20 de diciembre de 2025.
Para esta temporada, se dio el ascenso del Zacatecoluca F. C. a la máxima categoría, por primera vez en su historia, sustituyendo al Jocoro F. C.
También se da el regreso del  C. D. Hércules, 84 años después de su participación en Primera División (en era amateur), esto tras la compra de categoría del Once Deportivo.
Mientras tanto se da la incorporación del Inter FA, tras la compra de categoría del C. D. Dragón.

## Sistema de competición
El torneo de la Liga Pepsi, está conformado en dos partes:
- Fase regular: Se integra por las 22 jornadas del torneo.
- Fase final: Se integra por los partidos de cuartos de final, semifinal y final, más conocida como liguilla o postemporada.

### Fase regular
En la fase regular se observará el sistema de puntos. La ubicación en la tabla general está sujeta a lo siguiente:
- Por juego ganado se obtendrán tres puntos.
- Por juego empatado se obtendrá un punto.
- Por juego perdido no se otorgan puntos.

En esta fase participan los 12 clubes de la Liga Pepsi jugando en cada torneo todos contra todos durante las 22 jornadas respectivas.
El orden de los clubes al final de la fase de calificación del torneo corresponderá a la suma de los puntos obtenidos por cada uno de ellos y se presentará en forma descendente. Si al finalizar las 22 jornadas del torneo, dos o más clubes estuviesen empatados en puntos, su posición en la tabla general será determinada atendiendo a los siguientes criterios de desempate:
1. Mejor diferencia entre los goles anotados y recibidos y goles.
2. Mayor número de goles anotados.
3. Marcadores particulares entre los clubes empatados.
4. Mayor número de goles anotados como visitante.
5. Mejor ubicado en la tabla general de cociente
6. Tabla Fair Play
7. Sorteo.

Para determinar los lugares que ocuparán los clubes que participen en la fase final del torneo se tomará como base la tabla general de clasificación.
Participan automáticamente por el título de Campeón de la Liga Pepsi, los 8 primeros clubes de la tabla general de clasificación al término de las 22 jornadas.

### Fase final
Los ocho clubes calificados para esta fase del torneo serán reubicados de acuerdo con el lugar que ocupen en la tabla General al término de la jornada 22, con el puesto del número uno al club mejor clasificado, y así hasta el número 8. Los partidos a esta fase se desarrollarán a visita, en las siguientes etapas:
- Cuartos de final
- Semifinales
- Final

Los clubes vencedores en los partidos de cuartos de final y semifinal serán aquellos que en los dos juegos anoten el mayor número de goles. De existir empate en el número de goles anotados, se definirá el clasificado en la tanda de penales.
Los partidos correspondientes a la fase final se jugarán obligatoriamente los días miércoles y sábado, y jueves y domingo eligiendo, en su caso, exclusivamente en forma descendente, los cuatro clubes mejor clasificados en la tabla general al término de la jornada 22, el día y horario de su partido como local. Los siguientes cuatro clubes podrán elegir únicamente el horario.
El club vencedor de la final y por lo tanto Campeón, será aquel que en el partido anote el mayor número de goles. Si al término del tiempo reglamentario el partido está empatado, se agregarán dos tiempos extras de 15 minutos cada uno. De persistir el empate en estos periodos, se procederá a lanzar tiros penales hasta que resulte un vencedor.
Los partidos de cuartos de final se jugarán de la siguiente manera:
En las semifinales participarán los cuatro clubes vencedores de cuartos de final, reubicándolos del uno al cuatro, de acuerdo a su mejor posición en la tabla General de clasificación al término de la jornada 22 del torneo correspondiente, enfrentándose:
Disputarán el título de Campeón del Torneo de Apertura 2025, los dos clubes vencedores de la fase semifinal correspondiente, reubicándolos del uno al dos, de acuerdo a su mejor posición en la tabla general de clasificación al término de la jornada 22 de cada Torneo.

## Equipos participantes

### Intercambios de plazas
| Pos     | Descendidos a la Segunda División |
| ------- | --------------------------------- |
| No hubo |                                   |

| Pos | Ascendidos de la Segunda División |
| --- | --------------------------------- |
| 1.° | Zacatecoluca                      |

### Localización
Para la temporada 2025-26, los departamentos de la República de El Salvador con más equipos en la Primera División son los departamentos de San Salvador, Santa Ana, San Miguel y La Paz con dos equipos cada uno. Ocho entidades estarán representados en el torneo.
| Equipos por departamento | Equipos por departamento | Equipos por departamento | Equipos por departamento |
| Departamento             | N.º                      | Equipos                  | Mapa |
| ------------------------ | ------------------------ | ------------------------ | --- |
| San Miguel               | 2                        | Águila y Cacahuatique    | Alianza · Hercules Municipal Limeño FAS Isidro Metapán Águila · Cacahuatique Luis Ángel Firpo Inter FA Platense · Zacatecoluca Fuerte San Francisco |
| Santa Ana                | 2                        | FAS e Isidro Metapán     | Alianza · Hercules Municipal Limeño FAS Isidro Metapán Águila · Cacahuatique Luis Ángel Firpo Inter FA Platense · Zacatecoluca Fuerte San Francisco |
| Morazán                  | 1                        | Fuerte San Francisco     | Alianza · Hercules Municipal Limeño FAS Isidro Metapán Águila · Cacahuatique Luis Ángel Firpo Inter FA Platense · Zacatecoluca Fuerte San Francisco |
| San Salvador             | 2                        | Alianza y Hércules       | Alianza · Hercules Municipal Limeño FAS Isidro Metapán Águila · Cacahuatique Luis Ángel Firpo Inter FA Platense · Zacatecoluca Fuerte San Francisco |
| La Unión                 | 1                        | Municipal Limeño         | Alianza · Hercules Municipal Limeño FAS Isidro Metapán Águila · Cacahuatique Luis Ángel Firpo Inter FA Platense · Zacatecoluca Fuerte San Francisco |
| La Libertad              | 1                        | Inter FA                 | Alianza · Hercules Municipal Limeño FAS Isidro Metapán Águila · Cacahuatique Luis Ángel Firpo Inter FA Platense · Zacatecoluca Fuerte San Francisco |
| La Paz                   | 2                        | Platense, Zacatecoluca   | Alianza · Hercules Municipal Limeño FAS Isidro Metapán Águila · Cacahuatique Luis Ángel Firpo Inter FA Platense · Zacatecoluca Fuerte San Francisco |
| Usulután                 | 1                        | Luis Ángel Firpo         | Alianza · Hercules Municipal Limeño FAS Isidro Metapán Águila · Cacahuatique Luis Ángel Firpo Inter FA Platense · Zacatecoluca Fuerte San Francisco |

### Información de equipos
Listado de los equipos que disputaron el primer torneo de la temporada. El número de equipos participantes para esta temporada fue de 12.
| Equipo                     | Municipio            | Estadio                      | Capacidad | Fundación                | Títulos | Subtítulos | Proovedor   | Patrocinador                       |
| -------------------------- | -------------------- | ---------------------------- | --------- | ------------------------ | ------- | ---------- | ----------- | ---------------------------------- |
| C. D. Águila               | San Miguel           | Juan Francisco Barraza       | 15 500    | 15 de febrero de 1926    | 17      | 13         | Umbro       | Mister Donut                       |
| Alianza F. C.              | San Salvador         | Cuscatlán                    | 44 386    | 12 de octubre de 1958    | 19      | 15         | Umbro       | Mister Donut                       |
| C. D. Cacahuatique         | Ciudad Barrios       | Polideportivo de Chapeltique | 5 000     | 4 de diciembre de 1968   | 0       | 0          | TONY Sports | Pollo Campestre                    |
| C. D. FAS                  | Santa Ana            | Óscar Alberto Quiteño        | 17 500    | 16 de febrero de 1947    | 19      | 24         | Joma        | Tigo                               |
| D. C. Fuerte San Francisco | San Francisco Gotera | Correcaminos                 | 10 000    | 8 de enero de 1953       | 0       | 0          | Innova      | Manolo's Pizza                     |
| C. D. Hércules             | San Salvador         | Cuscatlán                    | 44 836    | 25 de septiembre de 1904 | 0       | 0          | Macron      | Pepsi                              |
| Inter FA                   | Santa Tecla          | Nacional Las Delicias        | 10 000    | 12 de junio de 2025      | 0       | 0          | Maca        | Betpro                             |
| C. D. Isidro Metapán       | Metapán              | Jorge "Calero" Suárez        | 10 000    | 23 de junio de 2000      | 10      | 3          | Milán       | Agroamigo                          |
| D. C. Luis Ángel Firpo     | Usulután             | Sergio Torres Rivera         | 10 000    | 21 de septiembre de 1923 | 10      | 11         | Galaxia     | Domino's Pizza                     |
| C. D. Municipal Limeño     | Santa Rosa de Lima   | Dr. Ramón Flores Berrios     | 5 000     | 12 de septiembre de 1949 | 0       | 4          | TONY Sports | Clínicas y Laboratorios San Rafael |
| C. D. Platense             | Zacatecoluca         | Antonio Toledo Valle         | 6 200     | 1 de mayo de 1950        | 1       | 1          | Maca        | Pollo Campestre                    |
| Zacatecoluca F. C.         | Zacatecoluca         | Antonio Toledo Valle         | 6 200     | 20 de junio de 2023      | 0       | 0          | Galaxia     | Galaxia Deportes                   |

## Fase regular

### Tabla de posiciones
| Pos. | Equipo             | Pts. | PJ | G | E | P | GF | GC | Dif. | Clasificación    |
| ---- | ------------------ | ---- | -- | - | - | - | -- | -- | ---- | ---------------- |
| 1    | FAS                | 16   | 6  | 5 | 1 | 0 | 19 | 3  | +16  | Cuartos de final |
| 2    | Luis Ángel Firpo   | 16   | 6  | 5 | 1 | 0 | 15 | 5  | +10  | Cuartos de final |
| 3    | Águila             | 11   | 6  | 3 | 2 | 1 | 5  | 3  | +2   | Cuartos de final |
| 4    | Alianza            | 9    | 6  | 2 | 3 | 1 | 11 | 9  | +2   | Cuartos de final |
| 5    | Isidro Metapán     | 8    | 5  | 2 | 2 | 1 | 6  | 4  | +2   | Cuartos de final |
| 6    | Cacahuatique       | 7    | 6  | 2 | 1 | 3 | 6  | 9  | −3   | Cuartos de final |
| 7    | Fte. San Francisco | 6    | 6  | 1 | 3 | 2 | 2  | 11 | −9   | Cuartos de final |
| 8    | Hércules           | 5    | 6  | 1 | 2 | 3 | 7  | 13 | −6   | Cuartos de final |
| 9    | Platense           | 4    | 6  | 0 | 4 | 2 | 5  | 7  | −2   |                  |
| 10   | Municipal Limeño   | 4    | 5  | 1 | 1 | 3 | 9  | 12 | −3   |                  |
| 11   | Inter FA           | 4    | 6  | 0 | 4 | 2 | 5  | 8  | −3   |                  |
| 12   | Zacatecoluca       | 3    | 6  | 1 | 0 | 5 | 3  | 9  | −6   | Último lugar     |

Actualizado a los partidos jugados el 17 de agosto de 2025.
 Fuente: El Grafico
Criterios de clasificación: Puntos · Diferencia de goles · Goles a favor · Enfrentamientos directos.

## Resultados
Fuente: elgrafico.com

### Primera vuelta
| Jornada 1                            | Jornada 1 | Jornada 1        | Jornada 1                | Jornada 1   | Jornada 1 | Jornada 1 |
| Local                                | Resultado | Visitante        | Estadio                  | Fecha       | Hora      |           |
| ------------------------------------ | --------- | ---------------- | ------------------------ | ----------- | --------- | --------- |
| Alianza                              | 0 - 0     | Inter FA         | Jorge "Mágico" Gonzáles  | 19 de julio | 19:00     |           |
| Municipal Limeño                     | 1 - 3     | Luis Ángel Firpo | Dr. Ramón Flores Berrios | 19 de julio | 19:00     |           |
| FAS                                  | 1 - 0     | Isidro Metapán   | Óscar Quiteño            | 19 de julio | 19:00     |           |
| Zacatecoluca                         | 0 - 1     | Cacahuatique     | Antonio Toledo Valle     | 20 de julio | 15:00     |           |
| Águila                               | 1 - 0     | C. D. Platense   | Cuscatlán                | 20 de julio | 15:00     |           |
| Fuerte San Francisco                 | 0 - 0     | Hércules         | Correcaminos             | 20 de julio | 15:00     |           |
| Total de goles: 7 (1.17 por partido) |           |                  |                          |             |           |           |

| Jornada 2                            | Jornada 2 | Jornada 2            | Jornada 2             | Jornada 2   | Jornada 2 | Jornada 2 |
| Local                                | Resultado | Visitante            | Estadio               | Fecha       | Hora      |           |
| ------------------------------------ | --------- | -------------------- | --------------------- | ----------- | --------- | --------- |
| C. D. Platense                       | 1 - 1     | Municipal Limeño     | Antonio Toledo Valle  | 23 de julio | 15:30     |           |
| Cacahuatique                         | 1 - 2     | Alianza              | Chapeltique           | 23 de julio | 15:30     |           |
| Luis Ángel Firpo                     | 1 - 0     | Zacatecoluca         | Sergio Torres         | 23 de julio | 19:00     |           |
| Inter FA                             | 0 - 0     | Fuerte San Francisco | Las Delicias          | 23 de julio | 19:00     |           |
| Isidro Metapán                       | 0 - 0     | Águila               | Jorge "Calero" Suárez | 23 de julio | 19:15     |           |
| Hércules                             | 1 - 1     | FAS                  | Cuscatlán             | 23 de julio | 19:30     |           |
| Total de goles: 8 (1.33 por partido) |           |                      |                       |             |           |           |

| Jornada 3                      | Jornada 3 | Jornada 3        | Jornada 3                | Jornada 3    | Jornada 3 | Jornada 3 |
| Local                          | Resultado | Visitante        | Estadio                  | Fecha        | Hora      |           |
| ------------------------------ | --------- | ---------------- | ------------------------ | ------------ | --------- | --------- |
| Alianza                        | 3 - 3     | Luis Ángel Firpo | Jorge "Mágico" Gonzáles  | 27 de julio  | 15:00     |           |
| Fuerte San Francisco           | 0 - 8     | FAS              | Correcaminos             | 27 de julio  | 15:00     |           |
| Águila                         | 2 - 1     | Hércules         | Cuscatlán                | 27 de julio  | 15:00     |           |
| Zacatecoluca                   | 1 - 0     | C. D. Platense   | Antonio Toledo Valle     | 27 de julio  | 15:00     |           |
| Inter FA                       | 1 - 2     | Cacahuatique     | Las Delicias             | 27 de julio  | 16:00     |           |
| Municipal Limeño               | -         | Isidro Metapán   | Dr. Ramón Flores Berrios | Por anunciar |           |           |
| Total de goles: ( por partido) |           |                  |                          |              |           |           |

| Jornada 4                             | Jornada 4 | Jornada 4            | Jornada 4                | Jornada 4   | Jornada 4 | Jornada 4 |
| Local                                 | Resultado | Visitante            | Estadio                  | Fecha       | Hora      |           |
| ------------------------------------- | --------- | -------------------- | ------------------------ | ----------- | --------- | --------- |
| FAS                                   | 1 - 0     | Águila               | Óscar Quiteño            | 2 de agosto | 19:00     |           |
| Luis Ángel Firpo                      | 2 - 0     | Inter FA             | Sergio Torres            | 2 de agosto | 19:00     |           |
| Municipal Limeño                      | 5 - 2     | Hércules             | Dr. Ramón Flores Berrios | 2 de agosto | 19:00     |           |
| Isidro Metapán                        | 2 - 1     | Zacatecoluca         | Jorge "Calero" Suárez    | 2 de agosto | 19:15     |           |
| Cacahuatique                          | 0 - 2     | Fuerte San Francisco | Chapeltique              | 3 de agosto | 15:00     |           |
| C. D. Platense                        | 1 - 1     | Alianza              | Antonio Toledo Valle     | 3 de agosto | 15:00     |           |
| Total de goles: 17 (2.84 por partido) |           |                      |                          |             |           |           |

| Jornada 5                             | Jornada 5 | Jornada 5        | Jornada 5                | Jornada 5    | Jornada 5 | Jornada 5 |
| Local                                 | Resultado | Visitante        | Estadio                  | Fecha        | Hora      |           |
| ------------------------------------- | --------- | ---------------- | ------------------------ | ------------ | --------- | --------- |
| Inter FA                              | 2 - 2     | C. D. Platense   | Las Delicias             | 9 de agosto  | 16:00     |           |
| Alianza                               | 0 - 2     | Isidro Metapán   | Jorge "Mágico" Gonzáles  | 9 de agosto  | 19:00     |           |
| Municipal Limeño                      | 1 - 4     | FAS              | Dr. Ramón Flores Berrios | 9 de agosto  | 19:00     |           |
| Fuerte San Francisco                  | 0 - 0     | Águila           | Correcaminos             | 10 de agosto | 15:00     |           |
| Cacahuatique                          | 1 - 3     | Luis Ángel Firpo | Chapeltique              | 10 de agosto | 15:00     |           |
| Zacatecoluca                          | 0 - 1     | Hércules         | Antonio Toledo Valle     | 10 de agosto | 15:00     |           |
| Total de goles: 16 (2.66 por partido) |           |                  |                          |              |           |           |

| Jornada 6                          | Jornada 6 | Jornada 6            | Jornada 6             | Jornada 6    | Jornada 6 | Jornada 6 |
| Local                              | Resultado | Visitante            | Estadio               | Fecha        | Hora      |           |
| ---------------------------------- | --------- | -------------------- | --------------------- | ------------ | --------- | --------- |
| Hércules                           | 2 - 5     | Alianza              | Cuscatlán             | 16 de agosto | 17:00     |           |
| Luis Ángel Firpo                   | 3 - 0     | Fuerte San Francisco | Sergio Torres         | 16 de agosto | 19:00     |           |
| FAS                                | 4 - 1     | Zacatecoluca         | Óscar Quiteño         | 16 de agosto | 19:00     |           |
| Isidro Metapán                     | 2 - 2     | Inter FA             | Jorge "Calero" Suárez | 16 de agosto | 19:15     |           |
| Águila                             | 2 - 1     | Municipal Limeño     | Cuscatlán             | 17 de agosto | 15:00     |           |
| C. D. Platense                     | 1 - 1     | Cacahuatique         | Antonio Toledo Valle  | 17 de agosto | 15:15     |           |
| Total de goles: 24 (4 por partido) |           |                      |                       |              |           |           |